# إنهيم
إنهيم (بالفرنسية: Inghem)‏ هي بلدية تقع في إقليم باد كاليه من منطقة نور با دو كاليه في شمال فرنسا. تبلغ مساحة هذه المدينة 3.19 (كم²)، وترتفع عن سطح البحر 64 م، يبلغ عدد سكانها 360 نسمة حسب إحصاء المعهد الوطني للإحصاء والدراسات الاقتصادية سنة 2009 م. وترأس Jacques Bonniere البلدية خلال فترة (2008-2014).